# 安徽省宁国中学
安徽省宁国中学，是安徽省宁国市的一所高级中学，为安徽省示范高中。

## 校史
宁国中学始建于1940年,前身为皖南区宁国县立初级中学,1956年增设高中班,次年更名为安徽省宁国中学,1978年被确定为徽州地区重点中学,2001年被省教育厅确定为“安徽省示范高中”，2018年8月与津河中学合并搬迁至新校区。

## 现状
学校现有77个教学班，学生4082人，教职员工417人。设立燕津书院和高一、高二、高三四个年级工作组，扁平化管理、常规化管理、精细化管理成为工作的常态。学校师资力量雄厚，现有特级教师2人，宣城市学科带头人13人，宣城市骨干教师23人，宁国市学科带头人、骨干教师67人，硕士研究生40人。

## 组织机构

### 校长室
- 汪庭斌：校长，负责学校建设发展规划，全面落实党委领导下的校长负责制，主持学校行政全面工作，监管学校人事、财务工作，联系燕津书院、督导室。
- 俞召德：副校长，协助校长工作，负责学校项目建设、校园环境（卫生）、公共节能、消防及饮食安全、疾病防控、统计内审、教师奖励基金管理，协管学校财务，分管后勤服务中心。
- 段诗奎：副校长，协助校长工作，负责学校文明创建、学生及班主任管理、普法教育、国防教育、学生安全教育、学生资助、心理健康教育与咨询、家长联谊会，分管德育处、团委。
- 丁宁宁：副校长，协助校长工作，负责学校教学教研（改革）、教师发展、教育督导督学、招生工作、艺体教育、信息技术教育及教学安全，分管教务处、教师发展中心、信息技术中心、艺术中心、学术委员会及体育俱乐部，协管燕津书院，联系名师工作室，协助校长联系督导室。
- 李鸣晓：副校长，协助校长工作，负责学校安全工作统筹、信息宣传、舆情处置、政府采购、政务公开与服务、综合治理、疫情防控、统战工作、目标管理及综合考评、档案管理，协管学校人事，分管办公室、保卫科。
- 朱国盛：工会主席，主持学校工会全面工作，联系退协小组及财经监督小组工作。

### 中层行政成员
| 方新农 | 党委办公室主任     | 凤先哲 | 办公室主任         | 钱学进 | 教务主任           | 史俊志 | 教师发展中心主任 |
| 王美生 | 后勒服务中心主任   | 郝兴明 | 德育主任           | 严红兵 | 信息中心主任       | 池飞燕 | 党委办公室副主任 |
| 汪悦   | 办公室副主任       | 程小丰 | 办公室副主任       | 张健   | 教务处副主任       | 史兵松 | 教务处副主任     |
| 杨明江 | 德育处副主任       | 余治彬 | 教师发展中心副主任 | 王峻   | 信息技术中心副主任 | 王林   | 教务处副主任     |
| 罗莉萍 | 教师发展中心副主任 | 邹发富 | 后勤服务中心副主任 | 林然   | 德育处副主任       | 赵心怡 | 团委书记         |

## 知名校友
- 李有慰：曾任中纪委驻人事部纪检组组长
- 王厚宏：曾任海南省人大常委会副主任
- 程向民：现任上海市松江区委书记
- 徐发成：现任安徽省人民政府法制办公室主任
- 朱剑中：曾任合肥工业大学党委书记
- 钟时杰：美国科罗拉多大学教授，美国地球物理联合会会士
- 黄倩:  美国东田纳西州立大学著名助理教授